# Sergio Méndez Arceo
Carlos Sergio Méndez Arceo (Tlalpan, 18 de noviembre de 1907-Cuernavaca, 5 de febrero de 1992) fue un obispo católico e historiador mexicano, ideólogo de la teología de la liberación.

## Vida
Sergio Méndez nació en Tlalpan (en la Ciudad de México).
Sus padres, David Méndez Rodríguez y Dolores Arceo Ramírez, provenían de Michoacán, y eran primos de Lázaro Cárdenas del Río, el presidente que había brindado asilo político a los exiliados españoles durante la guerra civil española (1936-1939).
Sergio fue el menor de 12 hermanos.
Muy bueno para las matemáticas, quería ser ingeniero, pero un día del año 1921 ―cuando Méndez Arceo tenía 14 años― su tío, el arzobispo José Mora y del Río, se lamentó de la falta de sacerdotes y del avance del protestantismo en México. Más tarde Méndez Arceo diría que en ese momento pensó: «Yo voy a ser sacerdote». Su padre intervino: «Sólo quiero decirte una cosa, hijo: no hay peor política que la negra».
Estudió 11 años en Roma.
En 1938 fue ordenado sacerdote.
En 1939 recibió el grado de Doctor en Historia.
Regresó a México, donde trabajó como profesor de Historia y de Filosofía en el Centro Cultural Hidalgo, que habría de convertirse en la Universidad Iberoamericana.
Continuó sus estudios en la Universidad Gregoriana, en Roma (Italia).
En 1952 fue nombrado obispo de la Diócesis de Cuernavaca (estado de Morelos).
Ese mismo año publicó el libro de Historia La Real y Pontificia Universidad de México.
Desde esa época la derecha mexicana le aplicó el mote de «Obispo Rojo», por haberse convertido en el principal promotor de la renovación dentro de la Iglesia católica mexicana.
Trabajó intensamente en favor de la población marginada de México, y apoyando a grupos de izquierda, tanto dentro como fuera del país.
Entre 1954 y 1972 ocupó el sillón 20 de la Academia Mexicana de la Historia.

## Activismo social
En 1959 apoyó la Revolución cubana (en Cuba).
En 1972, el obispo Méndez participó activamente en el Congreso de los Cristianos por el Socialismo.
Siendo miembro del CIDOC (Centro Intercultural de Documentación), fue el principal promotor de la discusión de textos sobre ideologías socialistas ―principalmente marxistas―, el cambio social, el fenómeno religioso y su influencia en la evolución social de Latinoamérica.
Desde ese año, el Papa Pablo VI (1897-1978) prohibió a todos los religiosos mexicanos asistir a los cursos de formación del CIDOC.
Méndez fue impulsor y activo ideólogo de la teología de la liberación y del llamado progresismo católico.
Se convirtió en esta etapa en un inspirador del Movimiento Sindical Radical que surgía en México en los años setenta.
El «Obispo Rojo» siempre fue polémico por sus ideales sociales y su simpatía hacia las corrientes renovadoras en el seno de la Iglesia católica, así como por su pertenencia a movimientos como Cristianos por el Socialismo. Denunció en su momento las invasiones de Estados Unidos en Vietnam y en Centroamérica y Cuba. Durante los años setenta condenó los violentos regímenes militares en Latinoamérica, e impulsó el movimiento Va por Cuba, que promovía la solidaridad con el pueblo cubano resistiendo al bloqueo estadounidense a la isla  (instaurado en octubre de 1960 por el presidente John Fitzgerald Kennedy), que ―mediante sobornos y amenazas― impedía que los países satélites de Estados Unidos, tuvieran alguna relación comercial con la isla.
Desde 1979 apoyó la Revolución sandinista (en Nicaragua).
Creó el comité Manos Fuera de Nicaragua, para apoyar la resistencia del pueblo nicaragüense contra los ataques de la contrarrevolución financiada por el gobierno de Estados Unidos desde Honduras.
Creó un amplio movimiento de solidaridad con el pueblo de El Salvador, mediante comunidades eclesiales de base.
También creó un Comité de Ayuda a los Refugiados Guatemaltecos.
Visitaba las comunidades de refugiados y emigrantes que se organizaban en torno al movimiento Sanctuary (‘refugio’) en Estados Unidos, principalmente en el estado de California.
Realizó continuas campañas y «acciones urgentes» para denunciar las atrocidades de los regímenes militares del estadounidense Plan Cóndor para el Cono Sur, financiado por la CIA.
Fundó la Casa de la Solidaridad, que ahora se llama Casa de la Solidaridad Sergio Méndez Arceo, que se encuentra en la antigua Escuela de Trabajo Social Vasco de Quiroga, en la Ciudad de México.
El 17 de abril de 1981, tras las varias masacres que el Gobierno mexicano llevó a cabo en ese país, en una medida drástica claramente en contra del Gobierno federal, el obispo Sergio Méndez Arceo promulgó una excomunión ―expulsión de la Iglesia católica― contra todo aquel católico que torturara a cualquier persona.
Fue blanco de múltiples ataques por grupos de derecha como los fascistas católicos (tecos), los obispos tradicionales, los miembros del Opus Dei y empresarios; le fueron dedicados varios artículos calumniosos e incluso llegó a sufrir agresiones físicas e insultos públicos por parte del obispo de Puebla de los Ángeles.

Con los obreros no soy juez, sino parte.
Sergio Méndez Arceo

En 1982, al cumplir los 75 años de edad, según lo prescrito por el Derecho Canónico, presentó su renuncia al obispado, desde el que había generado durante décadas una gran molestia para la Iglesia católica, para el gobierno federal y para ciertos grupos de poder, por su inclinación a los pobres, desamparados y apoyo a las mejores causas sociales. Estos grupos habían solicitado varias veces se le adelantará su retiro, lo que nunca aceptó Juan Pablo II. 
Ya una vez presentada, en tiempo récord, el 28 de diciembre de 1982 santo Juan Pablo II (1920-2005) aceptó su renuncia.
Méndez Arceo fue sucedido por el obispo Juan Jesús Posadas Ocampo.
En el curso de los siguientes dos meses, el papa Juan Pablo II remplazó a 25 obispos por otros que en los siguientes años revirtieron la mayor parte del trabajo apostólico de Méndez Arceo.
Sergio Méndez Arceo falleció el 5 de febrero de 1992, a los 84 años, en la ciudad de Cuernavaca (capital del estado de Morelos). Fue sepultado en la catedral de Cuernavaca el 6 de febrero de 1992, entre reclamos de «queremos más obispos al lado de los pobres».

## Premio Sergio Méndez Arceo

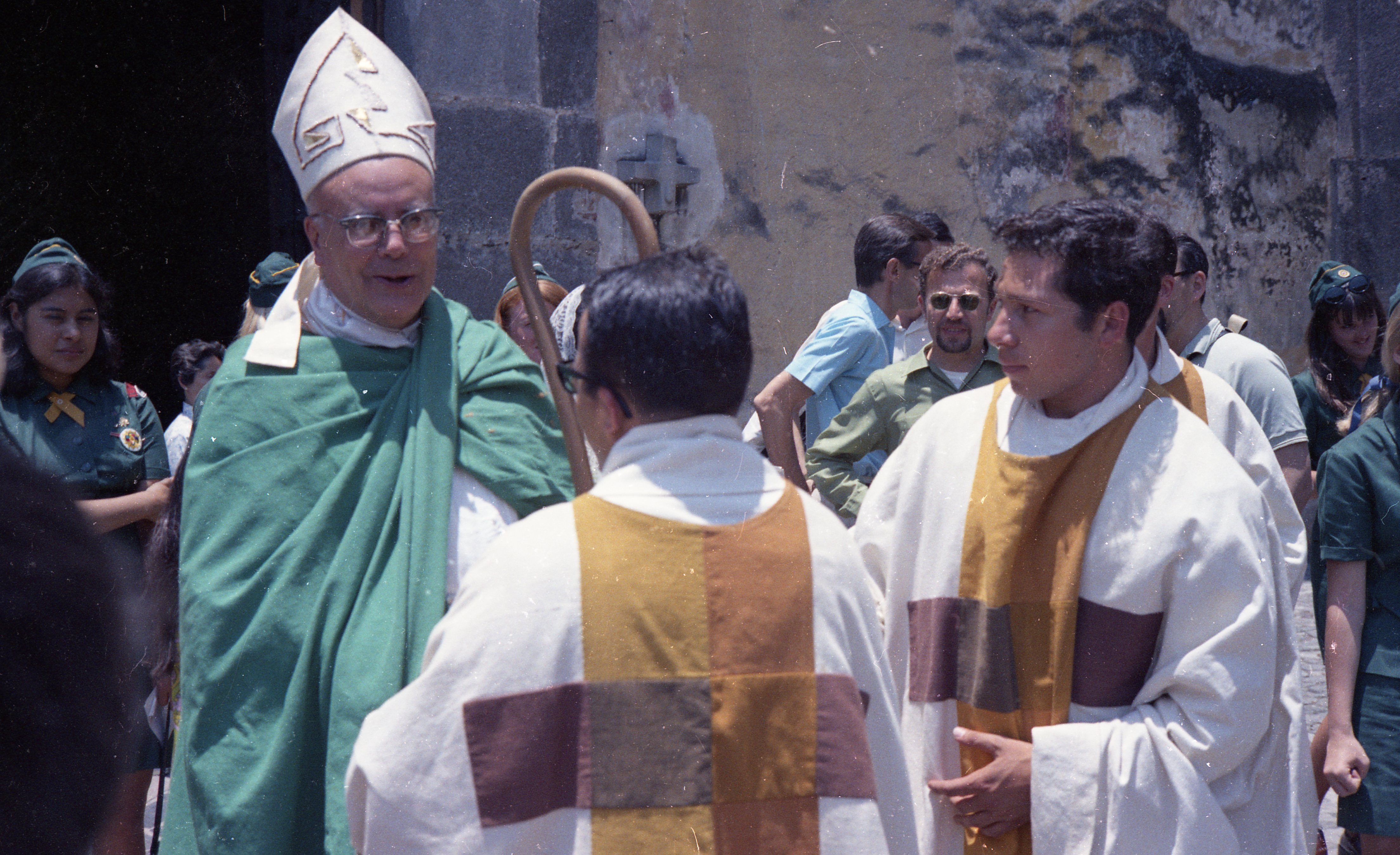
El obispo Sergio Méndez Arceo saliendo de la iglesia de Cuernavaca, en 1970.

Hacia 1992 se estableció en México el premio "Don Sergio Méndez Arceo", que se otorga como reconocimiento a organismos y activistas que luchan en favor de la paz, la autodeterminación de los pueblos y el respeto a los derechos humanos.